# Gábor Juhász
Gábor Juhász (ur. 16 lutego 1968 w Budapeszcie) – węgierski gitarzysta jazzowy, nauczyciel i kompozytor.

## Życiorys
Urodził się 16 lutego 1968 roku w Budapeszcie. W latach 1988–1992 studiował gitarę jazzową w Konserwatorium Béla Bartók w Budapeszcie, gdzie jego nauczycielem był Gyula Babos. Następnie sporadycznie uczył gry na gitarze jazzowej w Szkole Muzycznej Ferenca Erkela oraz Akademii Muzycznej Ferenca Liszta. Grywał z wieloma znanymi muzykami jazzowymi, takimi jak Archie Shepp, Palle Mikkelborg, Erik Truffaz, Randy Brecker, Charlie Mariano, Ian Ballamy, Lars Danielsson, Stephen James, Bebo Baldan, Federico Sanesi, czy Theo Jörgensman. Wydał kilka płyt z innymi muzykami, dwa albumy solowe oraz po jednym albumie ze swoim trio i kwartetem. 

## Dyskografia
Albumy solowe

1978 - album wydany w 2009 roku, w 2010 roku zdobył nagrodę "Węgierskie Jazzowe Nagranie Roku", przyznawaną przez krytyków muzycznych związanych z czasopismem "Gramofon". Lista utworów:
1. Altskivi (7:30)
2. Tavasz, Pécs, Dylan (6:46) (Wiosna, Pecz, Dylan)
3. Nyár (5:01) (Lato)
4. Pompa (4:09) (Splendor)
5. Ősz (4:58) (Jesień)
6. Tél (7:06) (Zima)
7. Tangó, Szentbékálla (11:14)
8. Búcsú (3:30) (Żegnaj)
9. Kék nefelejcs (2:23) (Niebieskie nie-zapomnij-mnie)

Budapest - album wydany w 2011 roku. Lista utworów:
1. Budapest (6:56)
2. Városliget (3:48)
3. New Folder (6:36)
4. Rumbach Sebestyén Utca (4:05)
5. Dorottya Utca (6:43)
6. Hope (6:11)
7. Születtem Magyarországon (4:50)
8. Naphegy (5:45)
9. Budai Vár (5:19)